# Fartón

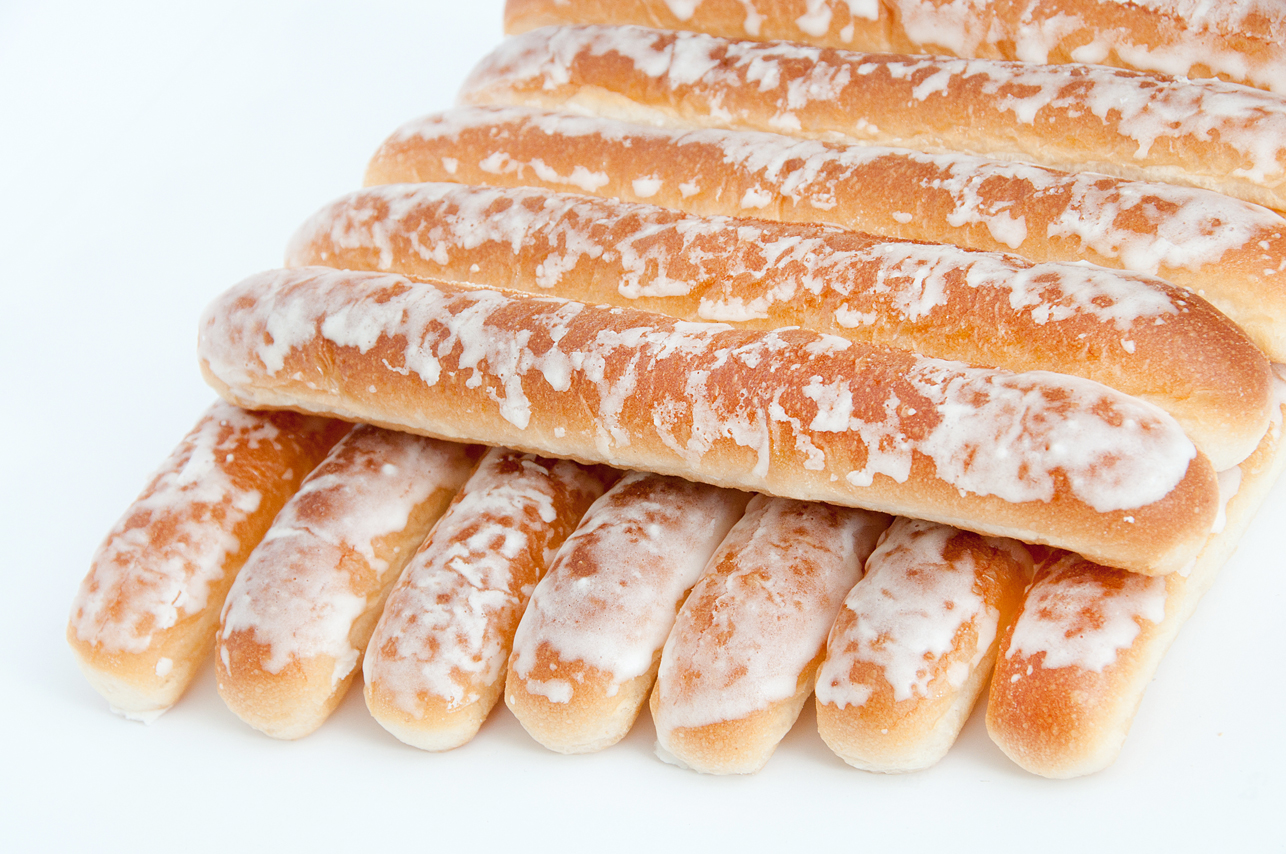
Fartones

El fartón (castellanización de la palabra valenciana fartó) es un dulce típico del municipio valenciano de Alboraya (España) que es un tipo de bollo alargado blando, dulce y absorbente que se moja en horchata, una bebida refrescante obtenida a partir de una planta denominada chufa. 
Aunque su nacimiento se debe a la horchata, al ser un bollo ligero y esponjoso (elaborado con aceite de girasol y no con mantecas), combina perfectamente con bebidas calientes como el chocolate a la taza o incluso el  café con leche, ya que también resulta un bollo ideal para absorber bebidas típicas del desayuno o merienda.

## Composición
Este dulce se compone de harina, leche, azúcar, aceite, levadura y huevos.

## Origen
Desde los inicios de la horchata, cuando según la leyenda Jaime I la bautizó como "oro puro" por su textura y dulzor, los horchateros de Alboraya trataron de encontrar el dulce perfecto que acompañara a esta bebida valenciana.
En la década de 1960, la familia Polo elaboró un bollo especial, alargado, dulce y tierno. Además, al ser esponjoso era perfecto para absorber la horchata sin problemas y su forma alargada permitía introducir el bollo hasta el fondo del vaso. De esta manera nacieron los actuales Fartons Polo.
Más tarde, en la década de los 90, la hostelería comenzó a servir bollería congelada y con ella una nueva modalidad de fartón, el “hojaldrado”, elaborado con una masa diferente, lo que le da otra textura.

## Elaboración
- Fartón esponjoso

Ingredientes: harina de trigo, azúcar, aceite de girasol, agua,
huevos, levadura prensada, complementos panarios y sal.
Con esto se consigue un producto tierno, ligero y esponjoso preparado para ser mojado en la horchata.
- Fartón hojaldrado

Ingredientes: harina de trigo, grasa animal refinada parcialmente hidrogenada, agua, azúcar, huevo,  levadura prensada, sal, y mejorantes panarios.

## Información nutricional
Los fartones esponjosos no contienen ni colorantes ni conservantes y se elaboran con aceite de girasol.
Las propiedades nutricionales medias/100 g son:
- Valor energético: 372.6 kcal (1559.1 kJ)
- Proteínas: 9 g
- Hidratos de carbono: 58.8 g
- Grasas: 11.3 g

El fartón hojaldrado  es más consistente porque sustituye el aceite de girasol por grasa animal.
Las propiedades nutricionales medias/100 g son:
- Valor energético: 413.3 kcal (1729,2 kJ)
- Proteínas: 7.3 g
- Hidratos de carbono: 51.7 g
- Grasas: 19.7 g